# Angela Trimbur
Angela Trimbur, née le 19 juillet 1981 dans le comté de Bucks en Pennsylvanie, est une actrice américaine.

## Filmographie

### Cinéma
- 2006 : Any Night But Tonight : Natalie Pierce
- 2009 : Reno 911, n'appelez pas ! : Stripper
- 2009 : Halloween 2 : Harley David
- 2009 : Popzilla : plusieurs voix
- 2012 : How to Cheat on Your Wife : Chastity
- 2012 : CollegeHumor Originals : fille
- 2014 : The Birthday Boys :  Airline announcer
- 2015 : Scream Girl (The Final Girls) : Tina
- 2016 : Laid In America : Amber
- 2017 : The Feels : Lu
- 2020 : Horse Girl de Jeff Baena : Julie

### Télévision
- 2003 : What Should You Do? : Bridgette
- 2005 : Entourage : Jen
- 2008 : Hannah Montana - Portrait d'une rock star : une fille
- 2009 : The League : le fille d'Andre
- 2010 : Community : une étudiante (2 épisodes)
- 2010 : The Back Room : Marissa Microwave
- 2013 : Californication : Tweaker Chick
- 2013 : Royal Pains : Kiki
- 2014 : Silicon Valley : Langdon
- 2015 : Hand of God : Talia
- 2015 : Major Lazer : Penny Whitewall
- 2015 : Les Experts : Cyber (CSI: Cyber) : Francine Krumitz
- 2016–2020 : The Good Place : Madison (3 épisodes)
- 2017 : Strangers : Poppy
- 2017 : NCIS : Enquêtes spéciales : Nicole Trainer
- 2017 : One Mississippi : Phoebe (2 épisodes)
- 2018 : Alone Together : Angela
- 2019 : Arranged : Sophie
- 2019 : Drunk History : membre d'une secte
- 2019 : A Million Little Things : Tessa
- 2020 : NCIS : Los Angeles : Janice Eckhart
- 2021 : Bad Vibes : Nicole (2 épisodes)
- 2022 : Search Party : Elodie Revlon[1]